# Sint-Pauluskerk (Gent)
De Sint-Pauluskerk is een kerk in de Belgische stad Gent. De kerk bevindt zich in het zuiden van het stadscentrum, in de buurt van het Sint-Pietersstation. Het is een neoromaanse kruiskerk, opgetrokken in zandsteen.

## Geschiedenis
De plaats van de huidige wijk rond de kerk was vroeger een landelijk gebied ten zuiden van het stadscentrum. Sinds de middeleeuwen behoorde dit gebied tussen Leie en Schelde tot de Sint-Pietersabdij, het Sint-Pietersdorp. Heel het gebied viel onder de parochie van de Onze-Lieve-Vrouwekerk bij de abdij. Op het einde van het ancien régime werden de kerkelijke bezitting opgeheven en het gebied viel nu onder de stad Gent. De grote Onze-Lieve-Vrouw-Sint-Pietersparochie bleef nog bestaan.
Vanaf het begin van de 20ste eeuw werd het tot dan toe landelijk gebleven gebied ten zuiden van de voormalige stadsomwallingen geürbaniseerd. In Sint-Pieters-Aalst kwam er in 1856 een proosdij en deze werd in 1874 tot de eerste nieuwe parochie in het gebied verheven, de parochie Sint-Pietersbuiten. In 1894 werd de parochie Sint-Coleta opgericht en ten slotte werd 1902 de parochie Sint-Paulus afgesplitst van de parochie Sint-Pietersbuiten.
De eerste vieringen werden in de kapel Schreiboom gehouden, tot een eerste en voorlopige houten kerk werd opgetrokken, ingewijd in 1905. Die kerk werd in 1930 vervangen door de huidige Sint-Pauluskerk, een neoromaanse kerk van architect Henri Valcke. De kerk werd in 2003 beschermd als monument.

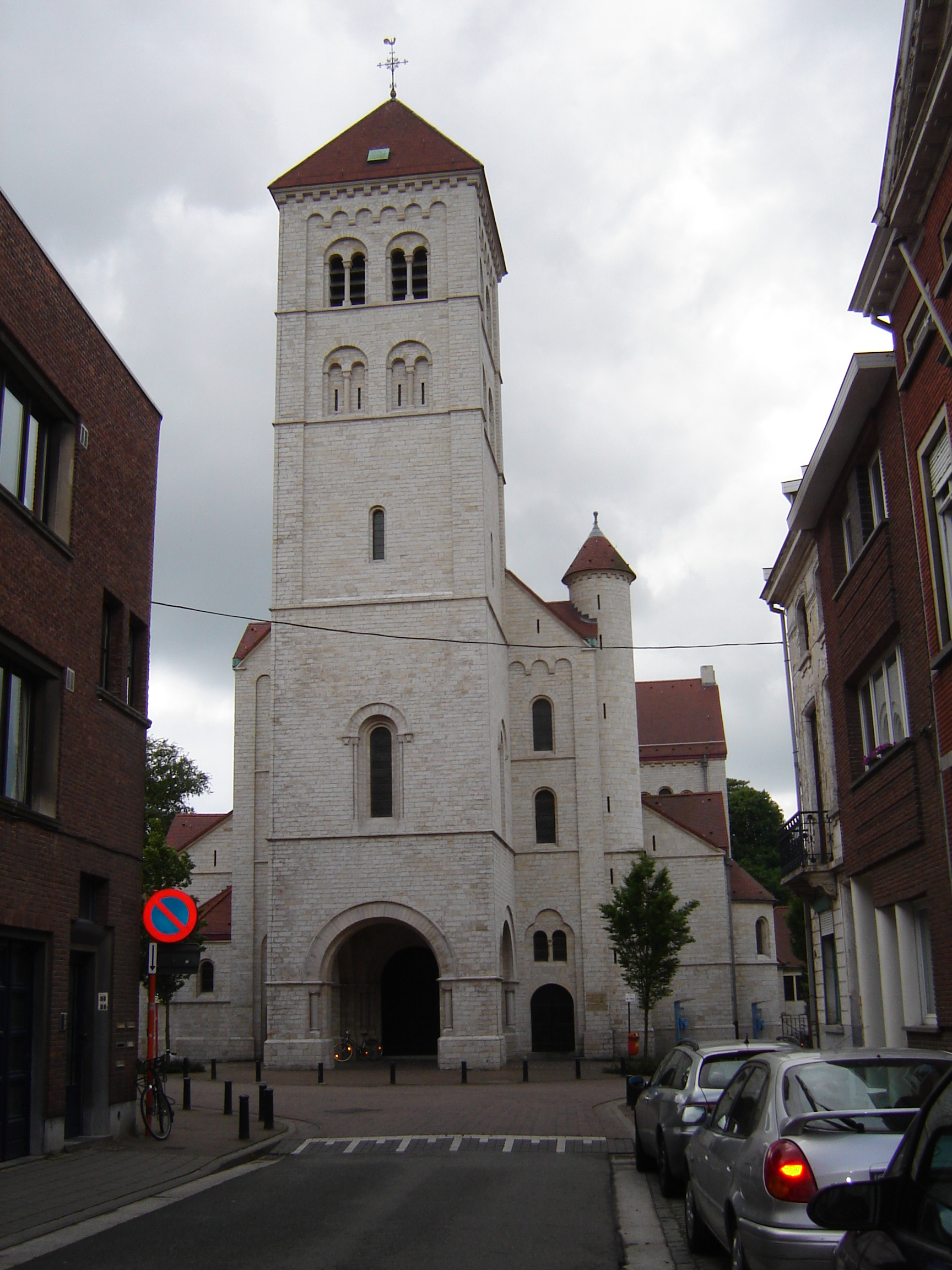
Kerktoren

## Architectuur

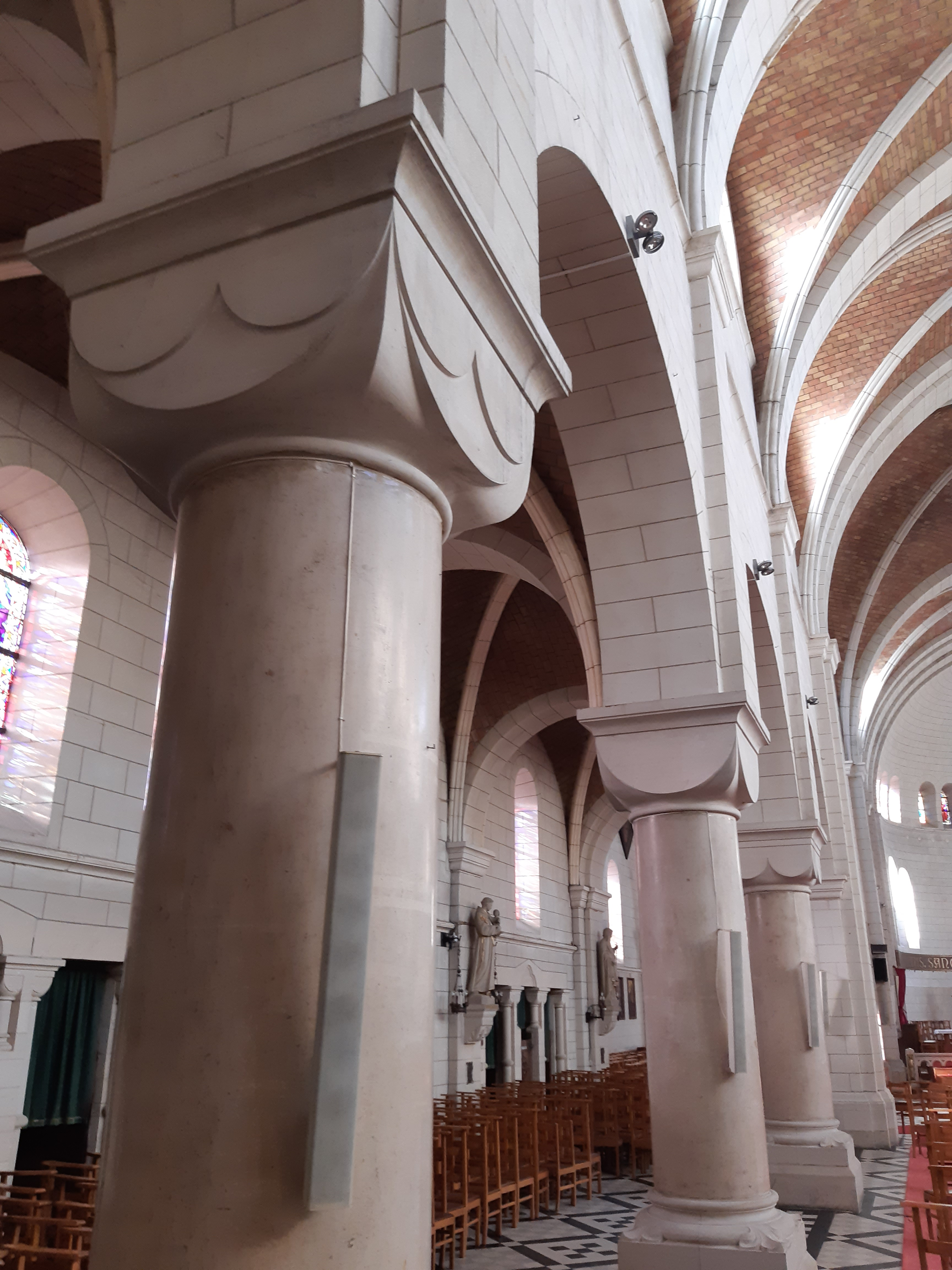
Teerlingkapiteel

De kerk bevat enkele elementen die typisch zijn voor (neo)romaanse bouwwerken, zoals rondbogen, rondboogfriezen, tweelichten en teerlingkapitelen. Het gebouw heeft ook een narthex, wat kenmerkend is voor vroegchristelijke en Byzantijnse kerken.